# Houlton
Houlton ist eine Town im Aroostook County des Bundesstaates Maine in den Vereinigten Staaten. Im Jahr 2020 lebten dort 6055 Einwohner in 2871 Haushalten auf einer Fläche von 95,1 km². Houlton ist Shire Town (Verwaltungssitz) des Aroostook Countys.

## Geographie
Nach dem United States Census Bureau hat Houlton eine Gesamtfläche von 95,13 km², von der 95,08 km² Land sind und 0,05 km² aus Gewässern bestehen.

### Geographische Lage
Houlton liegt im Süden des im nordöstlichen Maine gelegenen Aroostook County an der Grenze zu Kanada. Der Meduxnekeag River fließt in nördlicher Richtung zentral durch Houlton um hinter der Grenze zu Kanada in den Saint John River zu münden. Die Oberfläche der Town ist leicht hügelig, die höchste Erhebung ist der 241 m hohe Hovey Hill im Osten von Houlton.

### Nachbargemeinden
Alle Entfernungen sind als Luftlinien zwischen den offiziellen Koordinaten der Orte aus der Volkszählung 2010 angegeben.
- Norden: Littleton, 4,0 km
- Osten: Richmond Parish, Carleton County, New Brunswick, 20,8 km
- Süden: Hodgdon, 4,0 km
- Südwesten: Linneus, 14,9 km
- Westen: New Limerick, 14,8 km
- Nordwesten: Hammond, 15,2 km

### Stadtgliederung
In Houltion gibt es mehrere Siedlungsbereiche: Carys Mills (Cary’s Mills), Horseback (ehemalige Eisenbahnstation), Houlton, Porter Settlement und West Houlton (ehemaliger Standort des Postamtes).

### Klima
|                       | Jan   | Feb   | Mär  | Apr  | Mai  | Jun  | Jul  | Aug  | Sep  | Okt  | Nov   | Dez   |   |         |
| Mittl. Tagesmax. (°C) | −4,8  | −2,2  | 3,0  | 10,6 | 18,6 | 23,4 | 25,7 | 24,8 | 19,8 | 12,6 | 5,1   | −1,5  | ⌀ | 11,3    |
| Mittl. Tagesmin. (°C) | −16,5 | −14,9 | −8,7 | −1,3 | 4,6  | 10,0 | 12,9 | 11,9 | 7,5  | 1,8  | −3,3  | −11,3 | ⌀ | −0,5    |
|                       |       |       |      |      |      |      |      |      |      |      |       |       |   |         |
| Niederschlag (mm)     | 81,3  | 61,0  | 78,7 | 78,7 | 88,9 | 99,1 | 99,1 | 96,5 | 91,4 | 94,0 | 104,1 | 94,0  | Σ | 1.066,8 |
|                       |       |       |      |      |      |      |      |      |      |      |       |       |   |         |
| Regentage (d)         | 9     | 8     | 8    | 9    | 9    | 10   | 10   | 8    | 8    | 9    | 10    | 10    | Σ | 108     |
|                       |       |       |      |      |      |      |      |      |      |      |       |       |   |         |
| Luftfeuchtigkeit (%)  | 70    | 69    | 70   | 71   | 66   | 71   | 72   | 75   | 78   | 77   | 80    | 76    | ⌀ | 72,9    |

| −16,5 |

| −14,9 |

| −8,7 |

| −1,3 |

| 4,6 |

| 10,0 |

| 12,9 |

| 11,9 |

| 7,5 |

| 1,8 |

| −3,3 |

| −11,3 |

| −16,5 |

| −14,9 |

| −8,7 |

| −1,3 |

| 4,6 |

| 10,0 |

| 12,9 |

| 11,9 |

| 7,5 |

| 1,8 |

| −3,3 |

| −11,3 |

Die mittlere Durchschnittstemperatur in Houlton liegt zwischen −10,6 °C im Januar und 19,6 °C im Juli. Damit ist der Ort gegenüber dem langjährigen Mittel im Winter um etwa zwei Grad kühler als das Mittel des Bundesstaates Maine; im Sommer erreichen sie den Mittelwert in Maine. Die tägliche Sonnenscheindauer liegt am unteren Rand des Wertespektrums der USA. In der Wintersaison zwischen Oktober und April fallen im Durchschnitt 246,4 cm Schnee, wobei die Spitzenwerte bei 54,9 cm im Dezember und 56,9 cm im Januar liegen.

## Geschichte
Vor der Besiedlung durch Weiße war das Gebiet um Houlton von Maliseet und Passamaquoddy bewohnt.
Der Ort wurde 1807 von Joseph Houlton gegründet, von dem er auch seinen Namen erhielt. 1828 wurde der Militärstützpunkt Hancock Barracks gegründet. Drei Jahre später, am 8. März 1831, verlieh die Regierung der Siedlung das Stadtrecht. Während des Aroostook-Kriegs waren in Houlton drei Kompanien des 1. Artillerie-Regiments stationiert. Nach dem Ende der kriegerischen Auseinandersetzungen mit den britischen Kolonien wurde der Militärposten 1847 wieder aufgelöst.
1970 wurde durch die Zusammenarbeit der örtlichen Indianerstämme und des Ricker Colleges in Houlton die Vereinigung der Aroostook-Indianer (AAI) gegründet.

### Einwohnerentwicklung
| Jahr      | 1800 | 1810 | 1820 | 1830 | 1840 | 1850 | 1860 | 1870 | 1880 | 1890 |
| --------- | ---- | ---- | ---- | ---- | ---- | ---- | ---- | ---- | ---- | ---- |
| Einwohner |      |      | 115  | 579  | 1597 | 1453 | 2035 | 2850 | 3228 | 4015 |
| Jahr      | 1900 | 1910 | 1920 | 1930 | 1940 | 1950 | 1960 | 1970 | 1980 | 1990 |
| Einwohner | 4686 | 5845 | 6191 | 6865 | 7771 | 8377 | 8289 | 8111 | 6766 | 6613 |
| Jahr      | 2000 | 2010 | 2020 | 2030 | 2040 | 2050 | 2060 | 2070 | 2080 | 2090 |
| Einwohner | 6476 | 6123 | 6055 |      |      |      |      |      |      |      |

## Kultur und Sehenswürdigkeiten

### Museen
Das Aroostook County Historical and Art Museum befindet sich an der 109 Main Street im denkmalgeschützten White Memorial Building in Houlton. Das Museum wurde im Jahr 1938 von Ransford W. Shaw gegründet, nachdem das Gebäude zuvor der Town von der Familie White geschenkt wurde. Zur Sammlung gehören unter anderem der Ricker Room, Military Room, die Küche von Sarah Houlton, eine Sammlung von Fotografien von E.B. White und Reste eines Kriegsgefangenenlagers aus dem Jahr 1944, als in Houlton deutsche Kriegsgefangene festgehalten wurden.

### Bauwerke

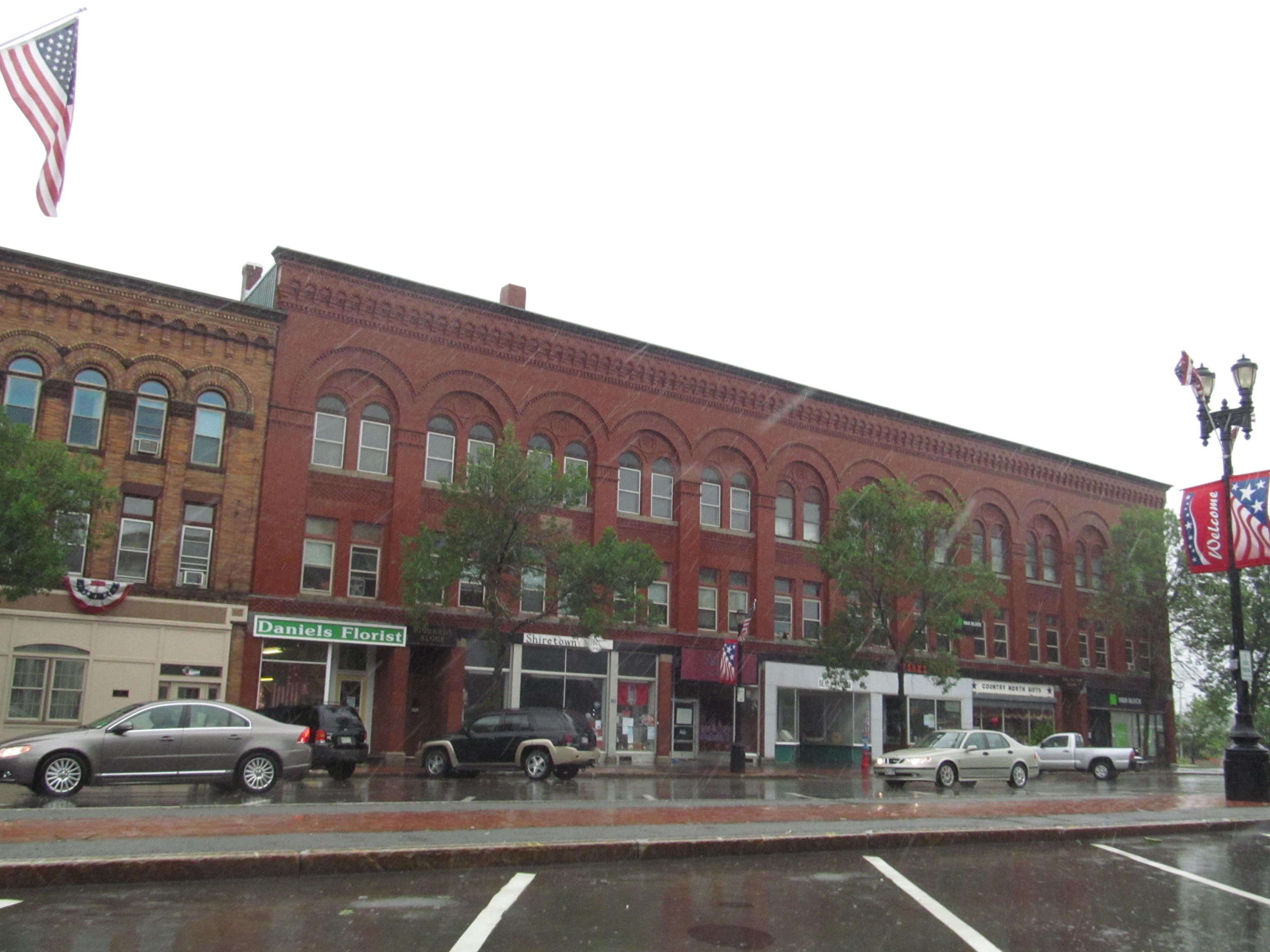
Market Square Historic District

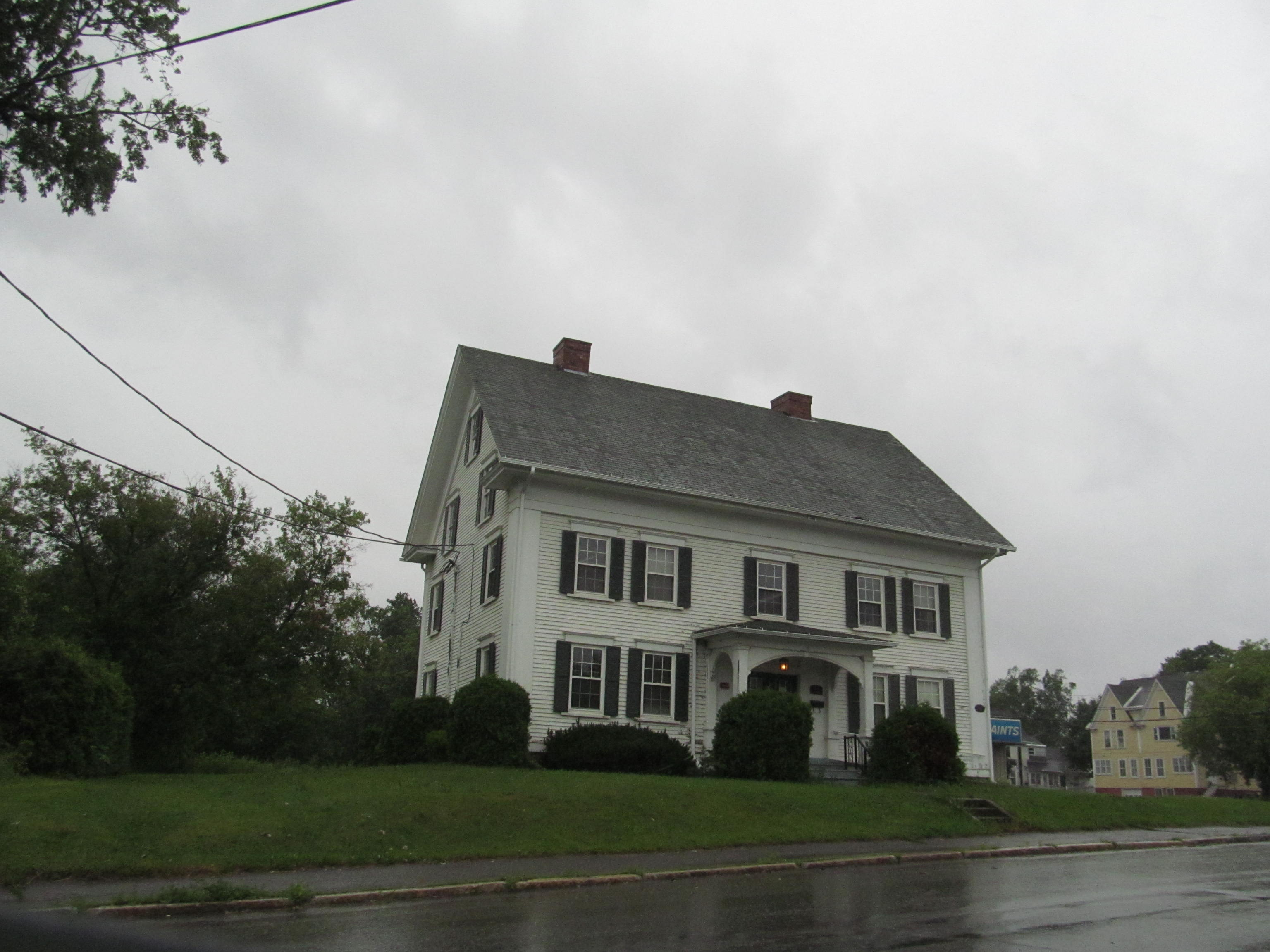
Blackhawk Putnam Tavern

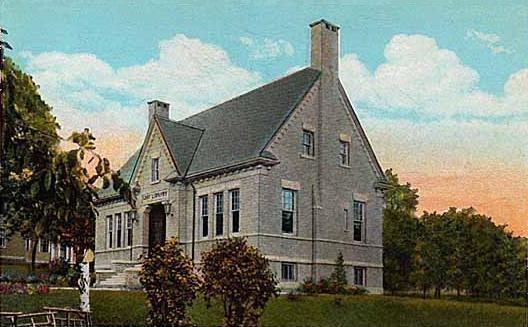
Cary Library, um 1920

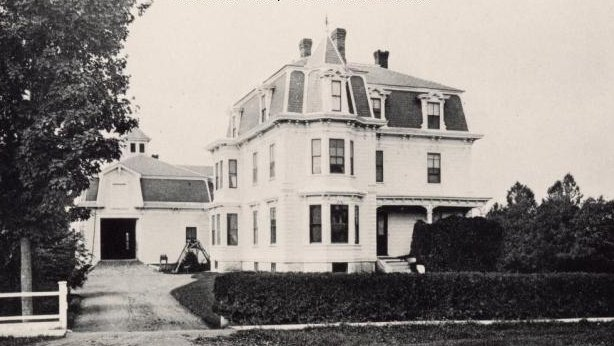
Walter Mansur House

Elf Gebäude und zwei Bezirke wurden in Houlton unter Denkmalschutz gestellt und ins National Register of Historic Places aufgenommen.
Der Market Square Historic District umfasst als District das historische Geschäftszentrum aus dem späten 19. Jahrhundert. Es liegt an der Kreuzung von Market Square, Court Street, Water Street und Main Street und beinhaltet eine relativ zusammenhängende Auswahl an kommerziellen Gebäuden aus Ziegeln und Mauerwerk, die von Architekten entworfen und zwischen 1885 und 1910 nach der Ankunft der Bangor and Aroostook Railroad gebaut wurden. Der Bezirk wurde 1980 unter der Register-Nummer 80000214 aufgenommen.
Die First National Bank of Houlton wurde 1973 unter der Register-Nummer 73000099 aufgenommen. Erbaut im Jahr 1907 war es eines der letzten Gebäude, die vom Architekten George M. Coombs geplant wurde. Es ist ein ausgezeichnetes lokales Beispiel eines Handelsgebäudes im Stil des neo-griechischen Revivals.
Im Jahr 1976 wurde die Blackhawk Putnam Tavern unter der Register-Nummer 76000087 aufgenommen. Das Gebäude wurde im Jahr 1813 erbaut und ist das älteste stehende Gebäude im Aroostook County.
Das Amazeen House wurde im Jahr 1882 erbaut. Es ist ein imposantes 2½-stöckiges Gebäude, welches als spekulatives Projekt, vermutlich als Hotel an der Route der New Brunswick Railways geplant wurde. Im Jahr 1986 wurde es unter der Register-Nummer 86002470 aufgenommen.
Die Cary Library ist die öffentliche Bibliothek von Houlton. Sie befindet sich in einem architektonisch anspruchsvollen Gebäude, das von John Calvin Stevens entworfen und im Jahr 1904 eröffnet wurde. Das Gebäude wurde 1987 unter der Register-Nummer 87000929 aufgenommen.
Im Jahr 1987 wurde das Edward L. Cleveland House unter der Register-Nummer 87000939 aufgenommen. Das Gebäude wurde 1902 von Edward L. Cleveland, einem der größten Kartoffelhändler im Aroostook County, erbaut.
Die Unitarian Church of Houlton ist ein historisches Kirchengebäude an der Military Street in Houlton. Es wurde von Edwin J. Lewis, Jr. 1902 entworfen. Das Gebäude besitzt mittelalterliche und gotische Elementen aus Holz. Es wurde 1987 unter der Register-Nummer 87000945 aufgenommen.
Das Gebäude des Aroostook County Courthouse and Jail wurde im Jahr 1859 erbaut. Der älteste Teil stammt aus dem Jahr 1859. Es wurde nach einem Entwurf von Gridley J. F. Bryant erbaut und war das erste eigens errichtete Gericht des Bezirks. Spätere Ergänzungen aus Jahr 1895 und ein 1928 hinzugefügt Flügel gaben dem Gebäude sein heutiges Aussehen. Es wurde 1990 unter der Register-Nummer 89002340 aufgenommen.
Ebenfalls im Jahr 1990 wurde das Walter P. Mansur House unter der Register-Nummer 89002342 aufgenommen. Erbaut im Jahr 1880, ist es das architektonisch anspruchsvollste Gebäude im Stil des Second Empires in n Maine. Es wurde für Walter P. Mansur, einen prominenten lokalen Geschäftsmann und Banker gebaut.
Der Donovan–Hussey Farms Historic District umfasst Farmhäuser aus dem 19. Jahrhundert im ländlichen Houlton. Die zwei Höfe, deren Komplexe sich in der Ludlow Road nordwestlich des Stadtzentrums gegenüber liegen, wurden Mitte des 19. Jahrhunderts gegründet und im frühen 20. Jahrhundert erheblich modernisiert. Sie wurden 2009 unter der Register-Nummer 09000012 aufgenommen.
Das Gebäude The Elms auch bekannt als das Boardman J. Stevens House oder George W. Richards House, ist ein historisches Haus in der Court Street in Houlton. Es wurde um 1872 erbaut und erlebte es eine signifikante Veränderung zwischen 1906 und 1912, als hochwertige handwerkliche Arbeiten in seinem Inneren ausgeführt wurde. Es ist im Stil des Second Empires errichtet und wurde 2009 unter der Register-Nummer 09000549 aufgenommen.

## Wirtschaft und Infrastruktur

### Verkehr
Die Stadt wurde Ende der 1860er Jahre durch die Houlton Branch Railroad an das kanadische Eisenbahnnetz angeschlossen. Die Verbindung mit dem Netz der US-amerikanischen Eisenbahnen erfolgte erst 1893 durch die Bangor and Aroostook Railroad. Die Strecken nach Caribou und Kanada wurden inzwischen stillgelegt, der Personenzugverkehr nach Houlton endete bereits am 4. September 1961.
Die Hauptlast des Straßenverkehrs von und nach Houlton trägt die Interstate 95, die bei der Stadt endet. Aufgrund ihrer Nähe zur kanadischen Grenze ist die Stadt ein wichtiger Transitort. Im Zentrum von Houlton kreuzen sich der nordsüdlich verlaufende U.S. Highway 1 und der westöstlich verlaufende U.S. Highway 2.
Drei Kilometer östlich der Stadt befindet sich ein Flughafen, der Houlton International Airport. Derzeit (2007) finden nur Charterflüge statt. Der Flughafen beherbergt außerdem eine Flugschule.

### Öffentliche Einrichtungen
In Houlton befindet sich die Cary Library, die auch für die Bewohner der Region zuständig ist.
Es gibt mehrere Krankenhäuser und Medizinische Einrichtungen in Houlton.

### Bildung
Houlton gehört mit der Hammond, Littleton und Monticello zum Maine School Administrative District No. 29.
Im Schulbezirk werden den Schulkindern mehrere Schulen angeboten:
- Houlton Elementary School in Houlton (PreK- 2)
- Southside School in Houlton (3–5)
- Houlton Middle/High School in Houlton (6–12)

## Persönlichkeiten

### Söhne und Töchter der Stadt
- John Benson Brooks (1917–1999), Jazzpianist, Arrangeur und Komponist des Swing und des Modern Jazz
- Paul Davenport, Schriftsteller
- Jean E. Howard (* 1948), Literaturwissenschaftlerin
- Alton Kelley (1940–2008), Künstler
- Bern Porter (1911–2004), Physiker, Verleger und Schriftsteller
- Ted Reichman (* 1973), Jazzmusiker und Komponist
- Samantha Smith (1972–1985), Schauspielerin und Friedensaktivistin

### Persönlichkeiten, die vor Ort gewirkt haben
- Benjamin Ames (1778–1835), Politiker
- Shepard Cary (1805–1866), Politiker
- Llewellyn Powers (1836–1908), Politiker, Gouverneur von Maine